# Kopaczka do ziemniaków

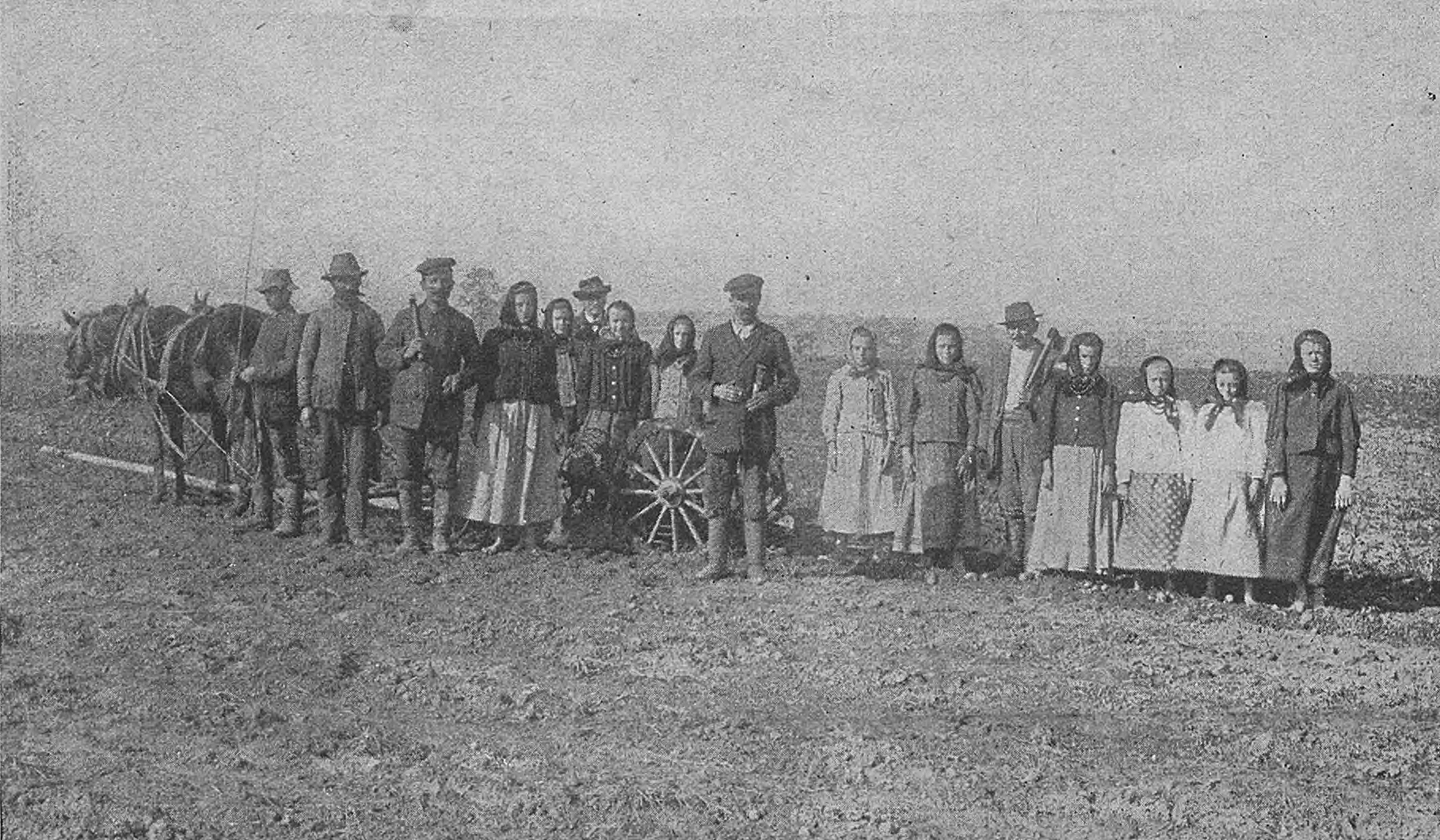
Prezentacja kopacza w Donosach (1915)

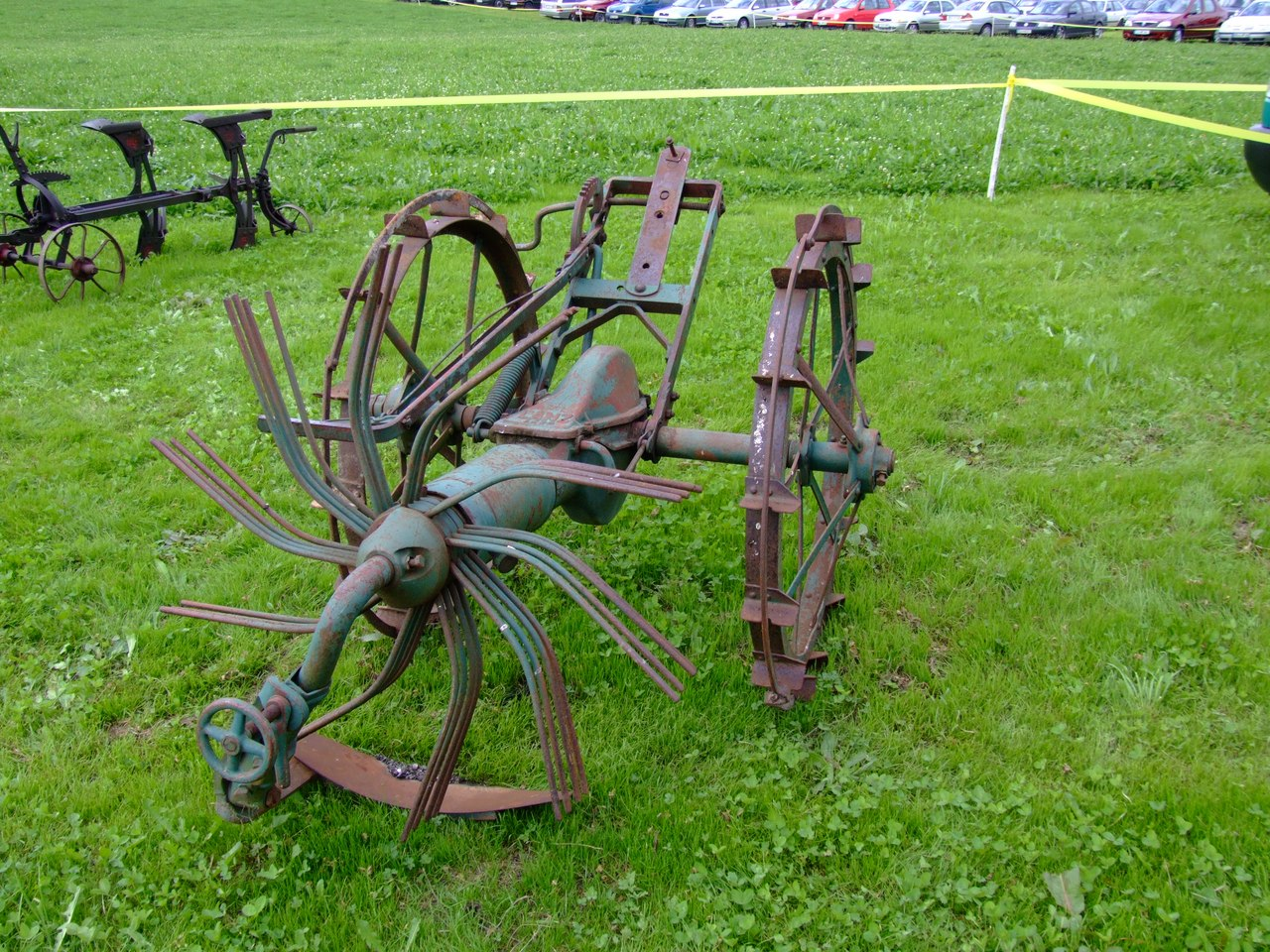
Kopaczka gwiazdowa

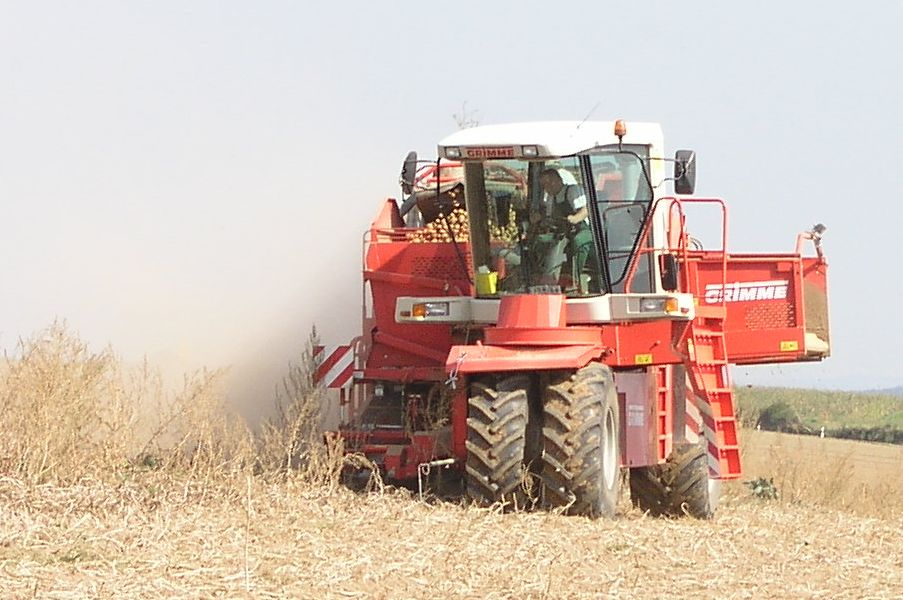
Kombajn do ziemniaków

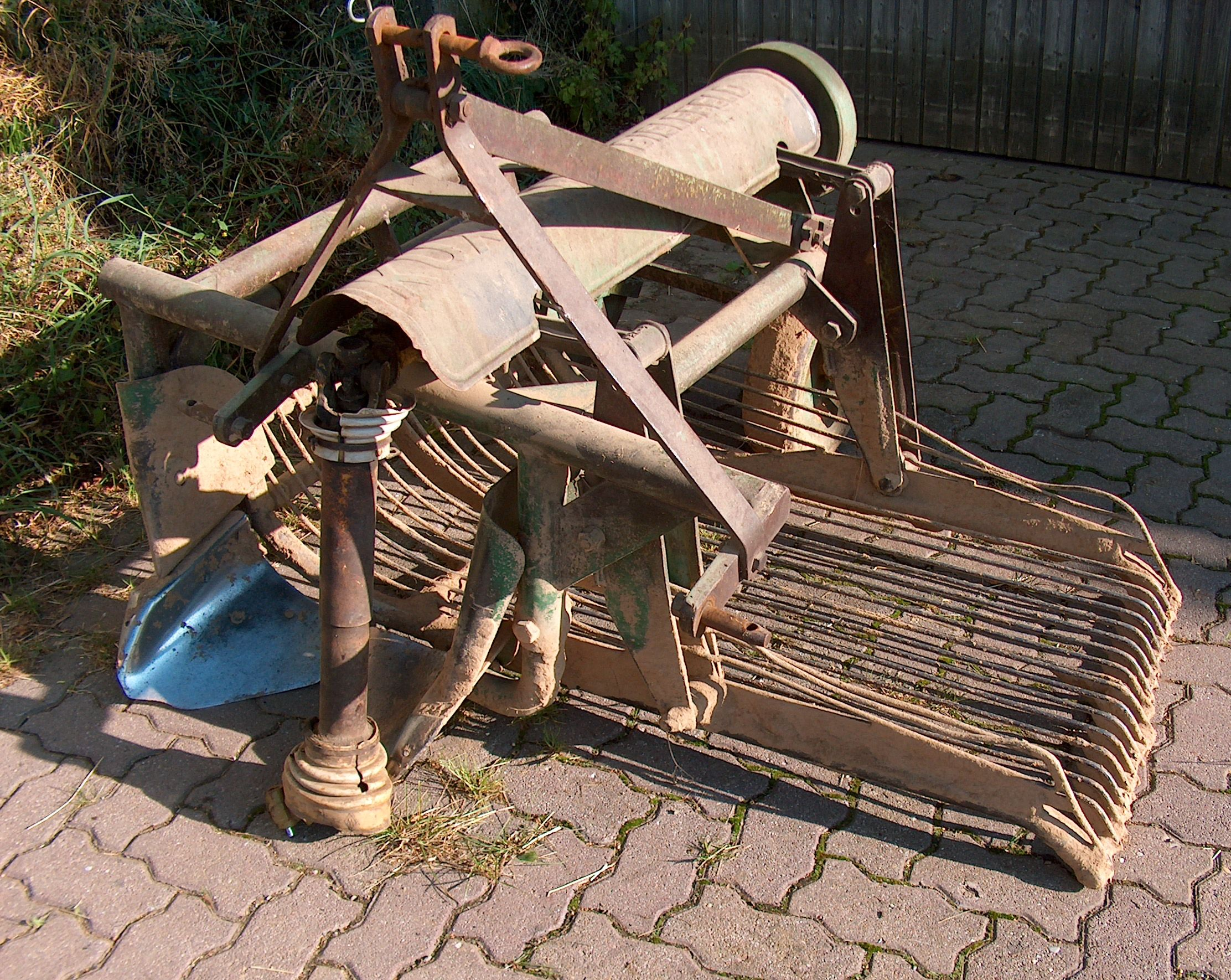
Kopaczka z dwoma lemieszami przystosowana do współpracy z ciągnikiem rolniczym

Kopaczka do ziemniaków – konna lub traktorowa maszyna rolnicza do mechanicznego wykopywania bulw ziemniaczanych z redlin. Kopaczki można ogólnie podzielić na trzy rodzaje: kopaczki konne, przystosowane do pracy z ciągnikiem rolniczym oraz samojezdne, a pod względem działania na gwiazdowe, kombinowane i elewatorowe.
7 października 1915 we wsi Donosy zaprezentowano kopacza do ziemniaków – wynalazek wykonany przez miejscowego właściciela majątku, Stanisława Postawkę.

## Typy kopaczek
- W kopaczce gwiazdowej elementem kopiącym i roztrząsającym są obracające się łopatki w postaci zakrzywionych metalowych prętów. Obracając się, roztrząsają redlinę wraz z ziemniakami na jedną stronę. Następnie ziemniaki są ręcznie zbierane z ziemi.

- Kopaczki elewatorowe są mocowane do ciągnika za pomocą trzypunktowego układu zawieszenia (TUZ) oraz napędzane za pośrednictwem wałka odbioru mocy (WOM). Ten rodzaj kopaczki za pomocą specjalnych podbieraków podbiera redlinę, następnie taśmociąg napędzany z ciągnika za pomocą wałka wytrząsa ziemię i zostawia ziemniaki na ziemi w pasach wzdłuż redlin. Ten typ kopaczki nazywany jest również kopaczką dwurzędową, ponieważ wykopuje dwie redliny jednocześnie. Przykładem może być kopaczka elewatorowa półzawieszana Z-609

- Najwydajniejszą maszyną jest kopaczka samojezdna i samozbierająca, czyli kombajn ziemniaczany. Przykładem może być kombajn ziemniaczany Anna Z-644.